# Monopter

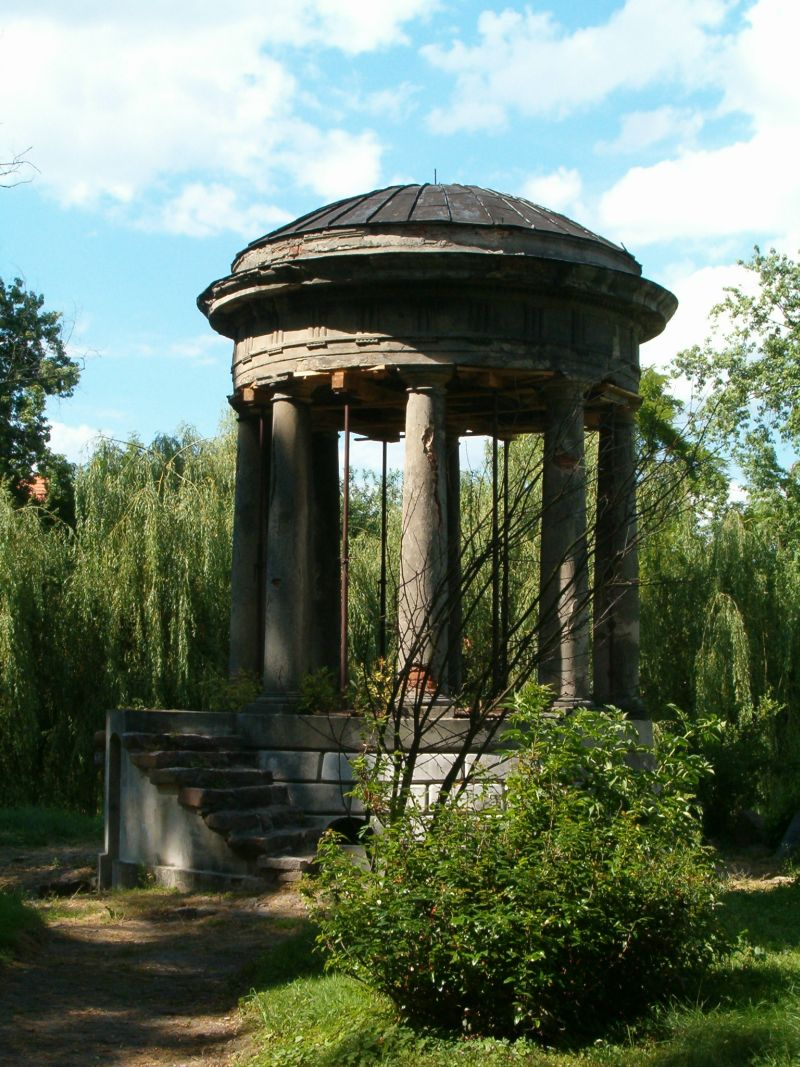
Monopter w parku pałacu w Dobrzycy

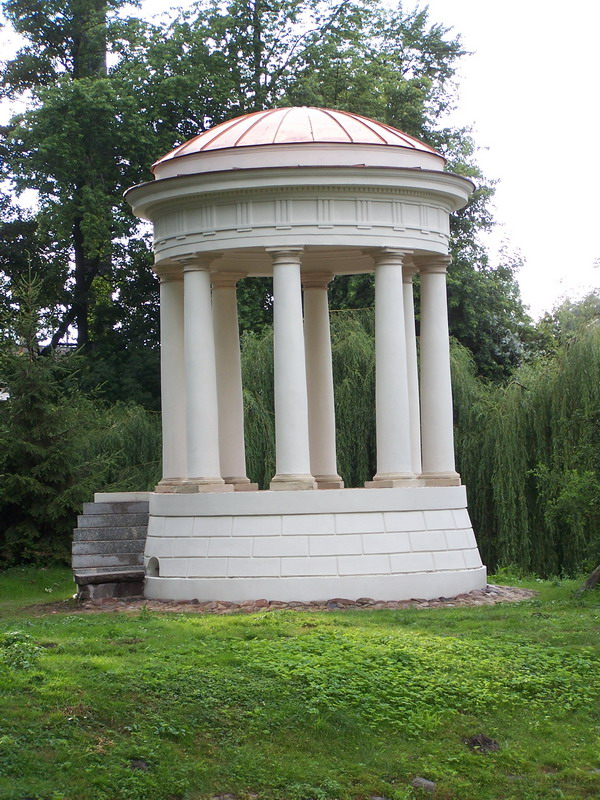
Monopter w parku pałacu w Dobrzycy

Monopter, monopteros (gr. monópteros) – typ świątyni greckiej lub rzymskiej zbudowany na ogół na planie koła, otoczony kolumnadą, przykryty dachem. Wewnątrz nie budowano celli. Ten typ budowli rozpowszechnił się szczególnie w rzymskiej architekturze sakralnej. Świątynie tego typu należą do najrzadziej spotykanych (w Grecji). W architekturze nowożytnej stosowany zwłaszcza przy projektowaniu budowli ogrodowych (pawilonów, kiosków itp.).
Także: każdy budynek rotundowy bez ścian, otoczony kolumnadą spiętą dachem.